# Dialektológia
A dialektológia szó szerinti jelentése: a dialektusok tana, tudománya, más szóval nyelvjárástan, nyelvjáráskutatás, nyelvjárástudomány.
- 1844. első magyar megnevezés: nyelvjárástan
- 1893. a dialektológia megnevezés kialakulása

A nyelv hármas dimenziójú jelenség, amely térben, időben, illetve az emberhez kötötten él. A nyelvre irányuló kutatásoknak három nagy területe van aszerint, hogy melyik dimenzió a vizsgálat tárgya. Ezek a térnyelvészet (geolingvisztika), az időnyelvészet (kronolingvisztika) és a társadalomnyelvészet (szociolingvisztika). A dialektológia a nyelvjárás tudománya, a geolingvisztika része, amelynek feladata a területi alapon elkülönülő azonnyelvi nyelvváltozatok vizsgálata. Az a nyelvtudományi ágazat, amely a nyelv térbeli tagolódásából indul ki.

## Mi a dialektológia?
A dialektológia a tér alapján történő azonnyelvi nyelvi és nyelvhasználati tagolódást írja le, s a vele összefüggő kérdéskört kutatja. Foglalkozik a regionális nyelvváltozatokkal mint sajátos rendszerekkel és a kommunikációs helyzetekben való használatukkal, használati variációjukkal egyaránt. Ez növeli a dialektológia nyelvtudományi érdekességét, hiszen e diszciplína hozzájárulhat a maga lehetőségeivel a nyelvi változatosság, a nyelvhasználat, a nyelvi szerkezetek működése és a nyelvi változások általános kérdéseinek a tisztázásához. Tárgyából következően olyan ismereteket is ad, amelyeket a nyelvtudomány más, többé vagy kevésbé eltérő feladatkörű ágai nem adnak. Másként fogalmazva: a területi nyelvváltozatok kutatása ugyan a dialektológia illetékességi körébe tartozik, de nem csupán a dialektológia belügye.
A dialektológia presztízse a 20. század bizonyos szakaszaiban szakmai körökben csökkent. Ennek egyik oka, hogy a nyelvtudományi érdeklődés egyre kevésbé irányult a nyelvi-nyelvhasználati változatosság kérdéseire. A dialektológiát a szociolingvisztika segítette lendülethez és megújuláshoz. A másik ok a dialektológia átmeneti befelé fordulása volt, amelynek következtében veszített az általános, valamint a leíró nyelvészethez fűződő kapcsolatából. A presztízscsökkenésnek voltak más okai is, például a népi kultúra iránti érdeklődés visszaesése a korábbi állapotokhoz képest, amely együtt jár(t) a népnyelv iránti érdeklődés lanyhulásával.
Az a fejlődés azonban, amelyen a nemzetközi dialektológia napjainkban átmegy, elismerésre méltó. Számottevően megnőtt az elméleti igényesség, a módszertani tudatosság, az általános összefüggéseket tudatosabban kereső elemzések és szintézisek száma. A tudományközi kapcsolatok elevenek, a szociolingvisztikai szemlélet hatása kézzel fogható, a szakmai együttműködés nagy intenzitású, Európát és Európa bizonyos régióit átfogó közös dialektológiai vállalkozások indultak s részben fejeződtek be (Európai Nyelvatlasz, Kárpát Nyelvatlasz), és kongresszusok követik egymást. A dialektológiára korábban nagymértékben jellemző gyűjtő stratégia elmozdult a megfigyelő szemlélet irányába.
Az alkalmazott dialektológia polgárjogot nyert, különös tekintettel az anyanyelvoktatásra, a lokális kultúrák ápolására s a nyelvi műveltség alakítására. Fontos megemlíteni azt is, hogy a számítógépes dialektológia több országban már magas szinten áll.

## Feladatkörei
Több nagy területet nevezhetünk meg a dialektológia feladatköreit tekintve:
- Empirikus irányultságú tudományként feladata a regionális nyelvhasználat tényeinek gyűjtése, majd dokumentálása.
- Leíró tudományként a nyelv elemeit, jelenségeit, használatuknak a szabályait írja le, elemzi, és ábrázolja.
- Magyarázó tudományként feladata nem más, mint magyarázat adása a felmerülő kérdésekre.
- Újabban a nyelv területi tagolódása mellett a társadalmi tagolódást is vizsgálja, ezt a dialektológia kettős feladatának szokás nevezni.
- Cél a nyelvi rendszer leírása egy adott időben (szinkrónia – leíró vizsgálat), illetve a nyelv változásának leírása és magyarázata (diakrónia – történeti vizsgálat).
- A területi nyelvváltozatok vizsgálata sajátos nyelvrendszerekként. Ebben az esetben nyelvrendszertani vizsgálat végezhető el.
- A nyelvi-nyelvjárási tudat vizsgálata fontos és sajátos vizsgálati terület.
- Egy nagyobb területen eltérő fontosabb jelenség területi megoszlásának bemutatása térképes eljárással (nyelvföldrajz).
- Az alkalmazott dialektológia területei: nyelvjárás az anyanyelvi oktatásban, a nyelvjárások és a szépirodalom kapcsolata, a nyelvjárás és a társadalom, a nyelvpolitika és a nyelvi tervezés.

## A nemzetközi dialektológiai kongresszusok témakörei
- Bamberg 1990: 1. a történeti dialektológia és nyelvváltozás, 2. nyelvatlaszok és regionális, ill. tájszótársak, 3. a nyelvjárások tagolódása és osztályozásuk, 4. a számítógépes adatfeldolgozás, 5. a regionális nyelvváltozatok és a standardok, 6. szociolingvisztikai változatok, 7. két- és többnyelvűség, nyelvi kapcsolatok, nyelvhasonlítás, 8. a nyelvjárási nyelvhasználat
- Budapest 1993: 1. a dialektológia és az elméleti nyelvészet, 2. területi nyelvváltozatok nyelvi sajátosságai, 3. lexikológia, lexikográfia, 4. nyelvatlaszok és geolingvisztika, 5. nyelvi érintkezés, 6. változások a területi és társadalmi nyelvváltozatokban 7. változatosság a területi nyelvváltozatokban, 8. nyelvjárási szótárak, 9. dialektológia és nevelés.
- Amszterdam 1997: 1. történeti dial. és nyelvi változások, 2. nyelvatlaszok és tájszótárak, 3. nyelvjárástípusok, 4. számítógépes adatfeldolgozás, 5. regionális változatok, 6. kétnyelvűség, többnyelvűség, 7. nyelvi attitűd, 8. rokon tudományok.
- Lublin 2000: 1. történeti dialektológia és nyelvi változások, 2. a nyelvjárások területi s törzsi tagolódása, a nemzeti nyelv, 3. kétnyelvűség, többnyelvűség, nyelvi analógiák, 4. interferencia és integráció a nyelvi határvidéken, 5. a nyelvjáráskutatás mai módszerei, 6. a nyelvjárások strukturális jellemzői és osztályozásuk, 7. atlaszok és szótárak, 8. a dialektológia, a névtan és az etnolingvisztika problémái.
- Riga 2003: 1. történeti dialektológia és a nyelvi változások, 2. a nyelvjárások területi és törzsi különbségei és a nemzeti nyelvek, 3. kétnyelvűség, többnyelvűség, nyelvi kontaktusok, 4. interferencia és integráció a határok mentén lévő nyelvek és az etnikailag azonos nyelvek között, 5. a dialektológiai kutatások mai módszerei, 6. strukturalista vonások a nyelvjárásokban, 7. nyelvjárási atlaszok és szótárak, 8. a dialektológia problémái, onomasztika és etnolingvisztika
- Portugália 2006
- Maribor 2009
- Bécs 2012[5]

## A nyelvjárás
A nyelvjárásokban zajlanak a legnagyobb mértékű változások. A nyelvjárási beszélők a modernizálódásnak és a hagyományőrzésnek magasabb fokú feszültségzónájában élnek, mint a köznyelvi beszélők. A nyelvi változáshoz hozzátartozik a nyelvi rendszer változatossága és heterogenitása. Ezeknek a változásoknak a megfigyelésére a nyelvjárások kitűnő lehetőséget kínálnak. A nyelvrendszertani változások mellett a nyelvhasználati változások figyelemmel kísérése is lényeges. Az ezek nagy részét indukáló társadalmi tényezők és a nyelvhasználati módosulások szociolingvisztikai vizsgálata a nyelvtörténeti kutatások szempontjából is fontos.
A nyelvjárás egy adott nyelv többi nyelvváltozatától rendszerszerűen, azaz meghatározott szabályok szerint eltérő nyelvváltozat, amely területileg kötött, elsősorban szóbeli közlésre szánt és mindennapi életterületeket átfogó beszédmód. Általában a falvakban felnőtt és ott lakó (a hozzá semlegesen viszonyuló) emberek spontán használják elsődleges nyelvváltozatukként a számukra mindennapos, informális-familiáris beszédhelyzetekben, s elsősorban az egymás közötti kommunikációban.

### A nyelvjárás jellemzői
- rendszerváltozat (nyelvjárás = rendszer az adott nyelven belül)
- területi kötöttség (használata helyi kötöttségű)
- standardizáltság hiánya (a nyelvjárásnak több nyelven nincs saját írásbelisége, azaz elsődlegesen beszélt nyelvi változat, presztízse alacsonyabb)
- korlátozott kommunikációs érvényesség (elsősorban csak szóbeli közlésekben vagy csak meghatározott beszédhelyzetekben használják)

Ahhoz, hogy egy nyelvváltozatot nyelvjárásnak tekintsünk, egy strukturális és egy kiegészítő kritériumnak kell teljesülnie. A strukturális kritérium független a beszélőktől, szabályrendszerében az adott nyelvváltozatra jellemző szabályoknak kell lenniük. A kiegészítő kritérium lényege, hogy a beszélőközösség az adott nyelvváltozatot saját, megkülönböztető nyelvhasználati formájának tekintse, érezze.

### Nyelvjárási tudat
Nyelvi tudat a beszélőknek az anyanyelvükkel kapcsolatos ismeretegyüttese. Körébe tartoznak a nyelvi intuíciók, nyelvérzék, nyelv kompetencia, nyelvhasználatról való reflexiók. A nyelvjárási tudat a nyelv tudat része, ami a nyelvjárási beszélőknek van.
A nyelvi tudat a nyelvhasználatot alapvetően meghatározó tényező, mely irányítja a nyelv használatakor történő választásokat, például, hogy az adott nyelvjárási beszélő nyelvjárásban szólal-e meg, vagy sem. A nyelvjárási tudat megváltozása kihat a beszélő nyelvhasználatára: ezt a megváltozott tudatot bizonyítja, hogy sok beszélő meghatározott helyzetben nyelvjárását kerülendőnek érzi. Ezt igazolja a nyelvi attitűdjük változása ezekben a helyzetekben, illetve a beszédhelyzet szerinti kódváltás.
A nyelvjárási beszélők nyelvi tudatát formálja az a társadalmi és nyelvi környezet, amelyben élnek.
"Negatív" nyelvjárási tudatról beszélhetünk abban az esetben, ha valaki nem vállalja nyelvhasználatának nyelvjárási elemeit, ennek következtében bizonyos helyzetekben igyekszik leplezni szégyellt kiejtését, szóhasználatát.
Pozitív nyelvjárási tudat jellemzi azokat, akik minden szituációban és társaságban felvállalják a köznyelvtől eltérő beszédüket. Ma ez egyre kevesebb nyelvjárási beszélőt érint.

## Tájszó
A tájszó legpontosabb definíciója a következőképp foglalható össze: Egy adott nyelv olyan szava, amely nem található meg az írott és beszélt köznyelvben, csak egy, vagy több nyelvjárásban, tehát fő jellemzője a területi kötöttsége.
Besorolásuk problémás, mivel a köznyelvi és nyelvjárási szókészlet közötti átmeneti sávban helyezkednek el (Népnyelvi, regionális köznyelvi szavak). Ebből kifolyólag nem tartoznak egyértelműen a standard nyelvhez, de a nyelvterület nagyobb részén használatosak. Ezen elv szerint tehát besorolásuk a következő módokon lehetséges. 1. Tájszavak közé kerülnek, 2. Köznyelv és tájnyelv közti átmenetet képezik, 3. Regionális köznyelvi szavaknak, népnyelvi szavaknak tekintjük őket.
A tájszókészlet változása
A tájszók és változataik egy része már az ómagyar korban is csak egy-egy nyelvjárásban élt. Főként a felvilágosodás és a reformkor hozott változást, amikor számos addigi tájszó került be az irodalmi nyelvbe. A huszadik századtól ennek a folyamatnak pont az ellenkezője figyelhető meg: a köznyelv szavai hatolnak be a nyelvjárásokba. A szókészlethez hasonlóan a tájszóállomány folyamatos változása jellemző.

## Regionális köznyelvek, regionális köznyelviség
A regionális köznyelviség a nyelvjárási beszélők által köznyelvnek érzékelt, tehát az ő nyelvhasználatukban köznyelvi szerepkörű, de területi vonásokat mutató, sajátos köztes nyelvhasználat. A nyelvjárások és a tömegtájékoztatási eszközök által közvetített, illetve annak megfelelő beszélt köznyelv között helyezkedik el.
A regionális köznyelviség jellemzői:
- a lazább társalgás tipikus nyelvhasználati formája,
- plasztikusabb és népiesebb, mint a köznyelv,
- változatosabb és változásra hajlamosabb, mint a köznyelv,
- a köznyelvi grammatika szabályaival lazábban, nagyvonalúbban bánik, mint a köznyelv.

Létrejöttének feltételei:
- viszonylag egységes beszélt köznyelv,
- magas fokú társadalmi mobilitás,
- modern képes-hangos információközvetítő eszközök, amelyek lehetővé teszik a köznyelv jelenlétét az országban, illetve a nyelvterület nagy részén.

## A nyelvjárások osztályozása
A nyelvjárások osztályozásában a közös viszonyítási alap a köznyelv. Az osztályozás célja eligazodni a területi nyelvváltozatok között, valamint térképes megjelenítésben láthatóvá tenni a nyelvterület földrajzi alapú nyelvhasználati eltéréseit és összefüggéseit. Az osztályozás elvi alapja a nyelvjárások között kimutatható rendszerszerű különbségek, amelyek biztosítják az azonosítás és az elkülönítés, tehát a csoportosítás adekvát lehetőségét. A nyelvjárások osztályozásának tényleges alapjait a meghatározott nyelvi sajátosságok, illetve egymástól való eltéréseik jellege, mértéke és foka határozza meg.
A különbségek térképre vetítve nyelvjárási jelenséghatárokat, izoglosszákat adnak, amelyek segítségével megállapíthatóvá válnak bizonyos nyelvjárási határok. E határok meghatározott mennyisége lehetővé teszi a nyelvjárási alakulatok kijelölését.
A nyelvjárási jelenséghatárok nem túl élesek, ezért a nyelvjárási jegyek folyamatos soráról, összefüggő tartományáról van szó. Ezt a nyelvi tartományt a nyelvjárási alakulatok alkotják. A nyelvjárások leginkább szókészletükben különböznek egymástól, de mivel a szókészlet nem olyan strukturált részlege a nyelvnek, ezért kevésbé alkalmas osztályozási alapnak (a hangtani sajátosságok szerepe lényeges az osztályozásban).

## A nyelvjárási alakulatok
A magyar beszélt nyelvi tartomány egymásba átmenő nyelvváltozatok folyamatos sora, ezért az egyes nyelvjárási jelenségek kiterjedése között éles határvonal nem húzható. A mai magyar nyelvjárások osztályozásában háromféle nyelvjárási alakulatot különítenek el: a helyi nyelvjárás, a nyelvjáráscsoport és a nyelvjárási régió. 
Mindhárom nyelvjárási alakulatnak két általános jellemző jegye van. 
Egységük viszonylagos, mert a zárt beszélőközösségek esetében sem mondható el a homogén nyelvhasználat, hiszen minden beszélőközösség tagolódik társadalmilag.
Egységük dinamikus, nagyfokú változatosság és változékonyság jellemzi őket.

### Helyi nyelvjárás
Az egymással rendszeres kommunikációs kapcsolatban lévő beszélők nyelvhasználata a legegységesebb és a leginkább rendszerszerű. Ők egy beszélőközösség tagjai. A kisközösségek tagjai között a társas kapcsolathálózat erős, a kommunikációs kapcsolat közvetlen és rendszeres.
A kistelepülések, falvak nyelvhasználata a leginkább egységes, és ezért kommunikációs egységnek is tekintendő (egy-egy kistelepülés, falu nyelvjárása a leginkább reális nyelvjárási egység). A területileg egyértelműen elkülöníthető települések, illetve a jól körülhatárolható kistelepülési beszélőközösségek nyelvhasználata egy nyelvjárási alapegység, amely nem más, mint egy helyi nyelvjárás. A helyi nyelvjárás megvan a kollektív beszélőközösségi tudatban, s a nyelvjárási beszélők e normatudat szerint beszélik nyelvjárásukat.

### Nyelvjáráscsoport
Több, egymással szorosabb-lazább kapcsolatban lévő település nyelvjárásának az összefoglaló elnevezése. Olyan terület nyelvjárásai tartoznak ide, amelyet gazdasági és művelődési, valamint történeti és földrajzi adottságokból következő szálak fűznek össze.
A nyelvjáráscsoportot alkotó helyi nyelvjárások közti nyelvi különbségek csekélyek, kommunikációs értelemben pedig lényegtelenek. A helyi nyelvjárást beszélőkkel szemben a nyelvjáráscsoportok beszélőit tekintve nem beszélhetünk nyelvi normatudatról. Nyelvjáráscsoport például a csallóközi, a csíki székely, a déli csángó, a göcseji, a kalotaszegi, az őrségi és a rábaközi nyelvjáráscsoport.

### Nyelvjárási régió
A nyelvjárási régió a nyelvjáráscsoportok azon együttese, amelyet meghatározott számú nyelvjárási jelenség közös, csak az adott nyelvjáráscsoportokra jellemző együttes előfordulása tesz elkülöníthetővé. A nyelvjárási régió a legnagyobb nyelvjárási alakulat.

#### A mai magyar nyelvterület nyelvjárási régiói
1. Nyugat-Dunántúli
2. Közép-Dunántúli−Kisalföldi
3. Dél-Dunántúli
4. Dél-Alföldi
5. Palóc
6. Tisza–Körös-vidéki
7. Északkeleti
8. Mezőségi
9. Székely
10. Moldvai

### Nyelvjárásszigetek
A nyelvjárásszigetek azonnyelvi, más nyelvjárások között élő, sajátos, sziget helyzetű nyelvjárások. Környezetük nyelvváltozata eltér a szigetet alkotó település(ek) alapnyelvváltozatától. Spontán áttelepülésekkel vagy szervezett áttelepítésekkel, migrációval jöttek létre, mely során az áttelepülők azonnyelvű, de más nyelvjárású vidékre kerültek. Például: a  bukovinai székelyek Tolna vármegyei szigetei; a bácskai Bácskertes nyelvjárása; a Duna−Tisza közének palóc nyelvjárásszigetei.
A nyelvjárássziget lehet:
Belső nyelvjárássziget 
A sziget(ek) és a környezet lakói egyazon nyelvnek, a közös anyanyelvnek a különböző nyelvjárásait beszélik.
Külső nyelvjárássziget (nyelvsziget)
Különböző nyelvek nyelvjárásait beszélik.

## Nyelvföldrajz
A nyelvföldrajz a dialektológiai területek között a legtipikusabb. A legújabb nyelvatlaszok  alapján olyan kérdések fogalmazódtak meg, amelyek korábban nem merültek fel. 
A nyelvatlaszok anyagának gyűjtésekor két szociológiai változót vettek figyelembe. Egyrészt a faluban élt és élő idős parasztoktól, másrészt a középkorú és mobilis, nem helyben dolgozó munkásoktól gyűjtöttek adatokat. Az adatközlők nyelvjárási kompetenciájának megismerése mellett cél volt az is, hogy kimutatható–e a hagyományos mellett a regionális nyelvhasználati változat területi eloszlása. A válasz: igen.

## A nyelvi norma
A norma a közösség által meghatározott, többszintű, „szociális és kulturális” rendszer, társadalmi szükségszerűség, amely az egyénnek mint egy közösség tagjának — a közösség elvárásainak megfelelően — meghatározza, irányítja interakcióit, viselkedésmódját. Minta, séma, amely a jellegzetes beszédhelyzeteket és a hozzájuk tartozó nyelvi formákat egyaránt tartalmazza. 
A nyelvjárási jelenségek visszaszorulása főként a fiatalabb nemzedékek nyelvhasználatában figyelhető meg:
- bizonytalan az ë használata
- visszaszorul az ö-zés
- visszaszorul az ly-nal jelölt palatális laterális a középső palócban
- a hosszú magánhangzó felé változik a diftongus

### A nyelvi norma és a területi változatok
A nyelvet használó ember minden közlési helyzetben választ a rendelkezésre álló nyelvi készletből. Ez a nyelvi csoport nyelvet változtató tevékenysége, ennek következtében jön létre a nyelvi változás, amely előttünk zajlik.  A nyelv változatossága szerint minden egyes természetes nyelvnek több változata is van. A nyelv tükrözi a társadalom változását, ez nem más, mint a nyelvi változandóság. 
A nyelvváltozat egy adott nyelvnek olyan változathalmaza, amelyet beszélői azonos szabályok szerint használnak, s amely rendszerszerű különbségeket hordoz az illető nyelv valamennyi többi hasonló alakulatával szemben.
A nyelvi norma (pragmatikai keretben értelmezve) valamiféle orientáló minta, amely egyrészt egyén és közösség, másrészt egyén és egyén viszonyában értelmezhető. Ezekben a viszonyokban együttesen jelenik meg a szabályszerűség, a minta és az ismeret. Ennek megfelelően többféle norma van, amelyek között a presztízs és a stigma orientál. A nyelvi norma a kiemelt nyelvváltozat, amelynek helyessége társadalmi konstrukció (társadalmi csoport által kitűzött elvárás).

### A nyelv nyelvváltozatok halmaza, amelyek rendszert alkotnak
Fő nyelvváltozattípusok keletkezésük sorrendjében:
1, területi nyelvváltozatok (nyelvjárások)
földrajzi tagolódás következményei
2, társadalmi nyelvváltozatok (csoport-, réteg-, ill. szaknyelvek)
szociális alapú tagolódás következményei
3, köznyelvi nyelvváltozatok (írott és beszélt köznyelv)
elvileg sem területileg, sem társadalmi csoportok szerint nem korlátozódnak
presztízsváltozatként legitimizálódva és intézményesülve váltak a nyilvános nyelvhasználat tipikus formáivá
Megjegyzendő, hogy amíg a nyelvjárások mindegyik szinten különböznek a köznyelvtől, addig a társadalmi nyelvváltozatok inkább csak a szókészlet és a frazeológia szintjén.

## A nyelvjárások visszaszorulása
A mai magyar nyelvjárások változását a köznyelvi hatás erősen befolyásolja. A változás iránya a köznyelv felé való lassú eltolódás (pl. felgyorsuló beszédtempó —  hosszú hangok megrövidülése a nyelvjárásban).
A nyelvjárást használó egyén a kommunikáció számos pillanatában dönt, hogy az egyidejűleg rendelkezésére álló nyelvi készletből melyik változatot aktualizálja a nyelvi szituáció és a téma szerint.
Hegedűs Attila tanulmánykötete, A változó nyelvjárás, az 1950-es évektől a 2002-ig tartó időszakban vizsgálja az ún. helyi nyelvjárást. A korszak kezdetekor jellemző volt az egység (egységes nyelvi rendszer és relatíve egységes nyelvhasználat), amelyben a helyi nyelvjárási norma érvényesült (nincs rétegződés). E nyelvjárási egység megbomlása akkor következik be, amikor a helyi nyelvjárást beszélő csak az idegennel szemben adja fel valamilyen szinten a nyelvjárását (familiáris nyelvhasználat). Ezt funkcionális nyelvvesztésnek nevezik.
A nyelvhasználat a helyi nyelvjárást beszélő közösségen belül is megváltozik. Ez magával hozza a nyelvjárási rendszer bizonyos mértékű módosulását is. Elsősorban a szókészletben történnek lényeges változások (minél inkább a rendszer peremén helyezkedik el egy elem, annál erősebb a változás iránti hajlandósága). Ez a strukturális nyelvvesztés (nyelvjárási szókészleti hiány és új szavak bekerülése).
Az eddig megfigyelt szókészleti változások a tájszók közül leginkább az alaki tájszókat érintik, valamint az életforma megváltozásával kiavuló fogalomkészlet szavai szorulnak vissza. A ’60-as és a ’90-es évek között gyors ütemű változási folyamat indult meg, amely a nyelvhasználaton túl egyre inkább érintette a nyelvi rendszert is.

## A nyelvjárások kihalása
Ötezernél is több nyelv létezik a Földön, ezeknek döntő többsége csak nyelvjárásokban, valamint rájuk épülő csoport- és rétegnyelvekben él. A csak nyelvjárásokban élő nyelvekben a nyelvjárások kihalása a nyelvek kihalását is jelenti. Minden évtizedben számos nyelvjárás és ennek következményeként nyelvek is a kihalás sorsára jutnak. Több ezer nyelv azonban nyelvjárásaival együtt él tovább. Minden standardizált európai nyelvben vannak nyelvjárások, amelyeknek változatlan formában való továbbélését azok várják el, akiknek nincs tudomása az élő nyelvek állandó változásáról.
Régóta él az a feltevés, mely szerint a nyelvjárások végleges eltűnése fenyeget hazánkban. Minden nemzedék a saját korában tapasztalja azokat a döntő tényezőket, amelyek a nyelvjárások kihalásának okát adják. Manapság a tömegtájékoztató eszközök hatása, a hagyományos paraszti gazdálkodás megszűnése és az urbánus szemléletmód szolgálnak okként.
A nyelvjárások gyors eltűnését valló vélekedések a következőkkel magyarázhatók: 
1. A nyelvjárások állandóan változnak. Így a beszélők számára is érzékelhető különbségek vannak az idős és a fiatal nyelvjárási beszélők regionális nyelvhasználata között: az előbbi általában archaikus, az utóbbi neologikus (a köznyelvhez közelebb álló).
2. A nyelvjárási beszélők döntő többsége elsajátította már a köznyelvet, és nyilvános beszédhelyzetekben azt, vagy annak regionális változatát beszéli. Ennek következtében az a benyomás támad, hogy a nyelvjárási beszélők otthon, egymás között sem beszélnek már nyelvjárásban.
3. Az okok között említendő az a felfogás is, amely nyelvjárásnak csak a köznyelvtől erősen eltérő, kommunikációs akadályokat is jelentő nyelvváltozatokat tekinti.

A nyelvjárási beszédmód a legtöbb standardizált nyelvközösségben megbélyegzett nyelvhasználatnak számít. A rendi társadalom lenézte az iskolázatlan népet szokásaival és beszédmódjával együtt. A hibás nyelvhasználat mint negatív megítélési jegy, a nyelvjárásoknak a presztízsváltozat ellenpólusaként való felfogásából következik. A magas kultúra nyelvi letéteményese mindig az irodalmi nyelv és a köznyelv volt. A népi kultúráé pedig a népnyelv és a nyelvjárások. Minden pozitívum, amelyet a magas kultúrához kapcsoltak, emelte a standard tekintélyét, s minden negatívum, amit a népi kultúrával hoztak összefüggésbe, a nyelvjárásokat és a nyelvjárási beszélőket megbélyegezte. A 20. században ez a stigma a nyelvjárási beszélők tudatának szerves részévé vált: a század második felében kezdték nyelvjárásukat szégyellnivalónak érezni. Ez a gondolkodásbeli változás volt a nyelvjárások visszaszorulását előidéző legjelentősebb tényező. Igazolta azt a szociolingvisztikai tételt, hogy a nyelvhasználatot befolyásoló egyik számottevő tényező nem más, mint a nyelvhez, nyelvváltozathoz való beszélői viszonyulás, attitűd.